# خاویر لابرس
خاویر لابرس (انگلیسی: Javier Llabrés؛ زادهٔ ۱۱ سپتامبر ۲۰۰۲) بازیکن فوتبال اهل اسپانیا است که عمدتاً در پست وینگر چپ برای میراندس به صورت قرضی از رئال مایورکا بازی می‌کند.